# Oriol Rosell
Pour les articles homonymes, voir Rosell.
Oriol Rosell dit « Uri » est un footballeur espagnol, né le 7 juillet 1992 à Puig-reig en Catalogne. Il joue comme milieu défensif.

## Biographie

### Formation et débuts au FC Barcelone
À l'âge de quatorze ans, Oriol Rosell intègre La Masia. À dix-neuf ans, il rejoint le groupe du FC Barcelone B en Segunda Division.

### Première expérience à l'étranger avec Kansas City
La saison suivante, il signe avec la MLS et le Sporting de Kansas City.

### Passage au Portugal
Le 3 juin 2014, Rosell signe un contrat de cinq ans avec le Sporting Clube de Portugal, le montant de sa clause libératoire étant fixé à 45 millions d'euros.

### Retour en MLS
Il effectue un retour en MLS lorsqu'il rejoint Orlando City le 30 janvier 2018.
Le 23 février 2023, le Galaxy de Los Angeles annonce la signature d'Oriol Rosell pour la saison 2023.

## Palmarès
Sporting de Kansas City
- Vainqueur de la Coupe MLS en 2013

 Sporting
- Vainqueur de la Coupe du Portugal en 2015